# Mee Adan
Mee Adan is een bestuurslaag in het regentschap Pidie van de provincie Atjeh, Indonesië. Mee Adan telt 636 inwoners (volkstelling 2010).